# 44e parallèle nord
Pour les articles homonymes, voir 44e parallèle.

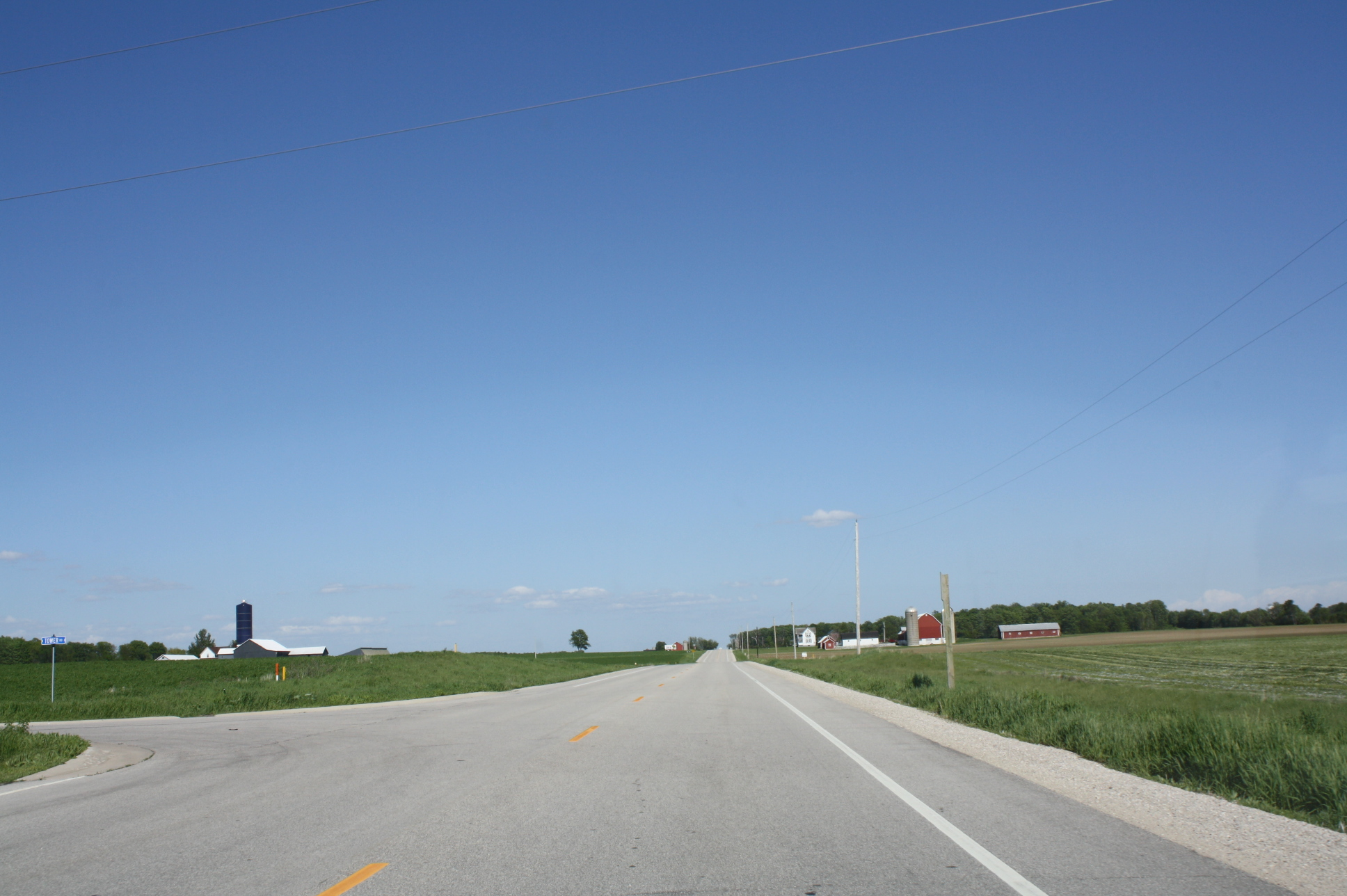
44e parallèle nord traversant le Wisconsin aux États Unis.

En géographie, le 44e parallèle nord est le parallèle joignant les points de la surface de la Terre dont la latitude est égale à 44° nord. Il traverse l'Europe, l'Asie, l'océan Pacifique, Amérique du Nord, et l'océan Atlantique.

## Géographie

### Pays traversés
- États-Unis
- Canada
- États-Unis
- France
- Italie
- Croatie
- Bosnie-Herzégovine
- Serbie (sur 3 km)
- Bosnie-Herzégovine
- Serbie
- Bulgarie
- Roumanie
- Bulgarie
- Roumanie (sur 15  km)
- Bulgarie (sur 4 km)
- Roumanie
- Russie
- Kazakhstan
- Ouzbékistan
- Kazakhstan
- Chine (au niveau du Xinjiang sur 22 km)
- Mongolie
- Chine
- Russie
- Japon (île d'Hokkaidō)